# Waldemar Victorino
Waldemar Victorino Barreto (* 22. Mai 1952 in Montevideo, Uruguay; † 29. August 2023 ebenda) war ein uruguayischer Fußballspieler.

## Verein
Victorino, der auf der Position des Stürmers spielte und sich insbesondere durch sein Kopfballspiel auszeichnete, begann seine Karriere im Alter von 17 Jahren bei Cerro in Montevideo. Später spielte er für die beiden ebenfalls in der uruguayischen Hauptstadt angesiedelten Clubs Progreso und River Plate Montevideo. 1979 schloss er sich Nacional Montevideo an. In jenem Jahr wurde er mit 19 Toren Torschützenkönig der Primera División. 1980 feierte er mit den Bolsos den Gewinn der uruguayischen Meisterschaft und war mit seinen Mannschaftskameraden auch bei der Copa Libertadores siegreich. Dort steuerte Victorino im Final-Rückspiel gegen den SC Internacional den entscheidenden einzigen Treffer der beiden Finalbegegnungen bei. Mit sechs Treffern war er bester Torschütze der Copa. Es folgte der Sieg im Weltpokal 1980 gegen Nottingham Forest. 1981 steht der kolumbianische Verein Deportivo Cali als weitere Karrierestation in seinem Lebenslauf. Teils wird 1982 eine kurzzeitige Rückkehr zu Nacional geführt. Es folgte ein Engagement bei der italienischen Mannschaft Cagliari. Anschließend spielte er in Argentinien für die Vereine Newell’s Old Boys und Colón de Santa Fe. Von dort führte ihn sein Weg in der ecuadorianischen Hauptstadt Quito zu LDU Portoviejo, wo er 1987 abermals den Titel des Torschützenkönigs gewann, als er im Torneo Ecuatoriano 23 Treffer erzielte. Weitere Stationen waren der venezolanische Verein Marítimo Caracas und die peruanischen Mannschaften Sport Boys und Club Atlético Defensor Lima.

## Nationalmannschaft
Victorino absolvierte zwischen dem 9. Juni 1976 und dem 13. September 1981 insgesamt 33 Länderspiele für die uruguayische Fußballnationalmannschaft und schoss dabei 15 Tore. Er gehörte dem erfolgreichen uruguayischen Team beim Mundialito an und avancierte mit seinen drei Turniertreffern auch dort zum Torschützenkönig des Turniers.

## Erfolge

### Verein
- Weltpokal: 1980
- Copa Libertadores 1980
- Uruguayischer Meister 1980
- Torschützenkönig der Primera División 1979
- Torschützenkönig des Torneo Ecuatoriano 1987

### Nationalmannschaft
- Mundialito 1980/81
- Torschützenkönig der Mundialito

## Sonstiges
Waldemar Victorino war der Onkel des Nationalspielers Mauricio Victorino. Mindestens seit Januar 2013 war er im Trainerstab von Nacional Montevideo für den Bereich Técnicas y definiciones zuständig.

## Tod
Waldemar Victorino beging am 29. August 2023 im Alter von 71 Jahren Suizid.